# Station Lint
Station Lint is een voormalig spoorwegstation langs spoorlijn 13 in de gemeente Lint.
In 1888 werd er een stopplaats te Lint geopend die onder het beheer stond van het station Kontich-Oost (dat sinds 11 juni 2017 station Kontich-Lint heet). In 1903 werd de stopplaats een volwaardig station met uitbreiding van de dienst. De sluiting volgde in 1957.
Het gesloopte stationsgebouw op de hoek van de Statiestraat en de Torfsstraat bevond zich tegenover de nu nog bestaande vrije basisschool Mater Christi.
0,0: Kontich-Lint ·
2,4: Lint ·
6,6: Lier